# Geonames (ČÚZK)
Geonames je český informační systém, používající databázi geografických jmen České republiky, vytvořenou v elektronické podobě v letech 1997–2005 a spravovanou Zeměměřickým úřadem. Je součástí informačního systému zeměměřictví a patří mezi informační systémy veřejné správy. Jména v Geonames jsou spojena od roku 2019 aplikačním prostředím LIDS a databázovým prostředím PostgreSQL (od roku 2019) s informačním systémem ZABAGED.  
Tato česká oficiální databáze nemá přímou souvislost s neoficiální otevřenou mezinárodní databází GeoNames, dostupnou pod licencí CC BY 4.0 a vytvářenou širokým okruhem uživatelů na wiki principu, kterou založil v roce 2005 Marc Wick a provozuje švýcarská společnost Unxos GmbH se sídlem v Männedorfu. 

## Vznik databáze
V roce 1995 byl připraven Irenou Švehlovou prom. fil. a hist. (vývojovou pracovnicí Zeměměřického úřadu, od r. 2013 tajemnicí Názvoslovné komise ČÚZK) projekt, který byl na základě výběrového řízení v roce 1996 s pomocí firem TopolPro a později AHAservis, zejména díky Ing. Václavu Chmelovi, Ing. Oldřichu Šmídovi a Ing. Petru Kunzovi realizován jako databáze GEONAM v databázovém systému ORACLE s mapovými podklady zobrazovanými v geografickém systému ORBIS a to včetně dodání hardwaru (server a jedna pracovní stanice). Od roku 1997 jsou souborová data vydávána zájemcům ve formátu DGN a předávána pro tisk základní mapy 1 : 10 000 kartografické lince Zeměměřického úřadu v Sedlčanech. Od roku 2023 jsou data používána pro zpracování a tisk map a vizualizaci map od měřítka základní topografické mapy 1 : 5 000 (ZTM5) a další měřítek. Zároveň jsou geografická jména Geonames používána i pro katastrální mapy (1 : 1 000). 
Od roku 2009 se na dalším vývoji podílí firma Berit, která se spojila s firmou Asseco podporující systémy Helios. Významný podíl na rozvoji IS a databáze měl v letech 2009-2024 Mgr. Martin Sovadina, pracovník těchto firem. 
V roce 2000 po porovnání číselníků došlo k částečnému sjednocení typů objektů se ZABAGED a byl připraven pro výdej souborů formát SHP.
V roce 2005 skončilo na Sekretariátu Názvoslovné komise prvotní naplnění databáze Geonames (přejmenována v roce 1998) standardizovanými geografickými jmény pro celé území Česka a zároveň již část dat byla v souběhu s naplňováním poprvé aktualizována. Data byla původně připravena pro státní mapové dílo, pro tisk základní mapy v měřítku 1 : 10 000. Od roku 2000 byla data používána při obnově mapy v měřítku 1 : 5000 připravované katastrálními úřady a později v měřítku 1 : 1 000.
Od roku 2009 došlo postupně k migraci dat do nové databáze, která měla 2 instance: Geonames a ZABAGED. Vzniklo nové prostředí, aplikačně programové vybavení (zkr. APV) Geonames pro geograficko informační systém Geonames v programovém vybavení MicroStation s použitím databázového nástroje Oracle. Díky použití WMS jsou jména uživatelům lépe přístupná. Jména nemají vazbu na konkrétní měřítko mapy. Od roku 2019 je databáze vedena v prostředí PostgreSQL.
V roce 2011 byly doplněny vybrané geomorfologické jednotky, pohoří, nížiny, sedla a průsmyky pro mapy malých měřítek.
V roce 2015 byla doplněna hraniční jména (jména na státních hranicích v češtině a v jazyce sousedního státu).
Od roku 2019 jsou propojena jména z databáze Historická jména se jmény v Geonames a zveřejněna na geportálu ČÚZK.
Od roku 2023 (od 1. července) jsou data Geonames poskytována ve formě otevřených dat Archivováno 21. 5. 2024 na Wayback Machine., bezplatně, na základě jednotné licence Creative Commons CC BY 4.0.
Vývoj je stručně popsán v souvislostech s dalšími zeměměřickými činnostmi také v knize Historický vývoj zeměměřických činností ve veřejném zájmu a státních orgánů v civilní sféře (1918-2018) z roku 2018.

## Obsah a podoba
Geonames obsahuje soubor prostorových a popisných informací o standardizovaných geografických jménech a oficiálních jménech sídelních jednotek. Objekty jsou pro uživatele reprezentovány vektorovou (bodovou) složkou s atributy, které obsahují další informace o jménech.
Standardizované geografické jméno je vedeno v rámci popisných informací k cca 165 typům pojmenovaných geografických objektů.
Geometrická reprezentace některých objektů Geonames je shodná s objektem vedeným v ZABAGED, k němuž se jméno vztahuje.  Další část objektů, především pomístní jména (pozemkové tratě, lesní pozemky apod.) a místní části sídel, má zjednodušenou geometrii korespondující s umístěním popisu ve státním mapovém díle (SMD, ZTM, VTM apod.).  Od roku 2009 je databáze přímo propojena s objekty ZABAGED  (obsahuje však především objekty, které v ZABAGED nejsou). Od roku 2014 jsou doplněna ze zahraničních dat hraniční jména. Jde o endonyma pro objekty ležící na státní hranici (i protínajících hranici) v jazyce sousedního státu. 
Objekty v IS Geonames jsou rozděleny do základních typů:
- sídelní, hospodářské a kulturní objekty,
- komunikace,
- vodstvo,
- územní jednotky,
- názvy pozemků a další pomístní jména,
- terénní reliéf,
- hraniční jména.

Data jsou dostupná prostřednictvím prohlížecích a stahovacích služeb jak ČÚZK, tak i některých dalších subjektů či systémů. Prohlížení data a webové služby jsou zdarma, stahování ucelených souborů dat je zatím zpoplatněno[zdroj?]
Při vytváření grafické podoby se vycházelo ze seznamu mapových značek pro Základní mapu České republiky 1 : 10 000.[zdroj?]

## Standardizace geografických jmen
V padesátých letech proběhla revize a počeštění jmen na celém území Československa, jména byla posuzována okresními názvoslovnými sbory a jazykovědci i geografy a kartografy a vycházely oficiální seznamy platných jmen. Proces standardizace geografických jmen probíhá v působnosti ČÚZK od 70. let 20. století pro potřeby tvorby Státního mapového díla. Podklady shromažďoval sekretariát názvoslovné komise ČÚGK, později ČÚZK. Podkladem pro naplňování databáze byla původně papírová Základní mapa České republiky 1 : 10 000 (ZM10), evidenční mapy SNK, seznamy standardizovaných geografických jmen, statistické údaje, vodohospodářské mapy, aktualizace ZABAGED a údaje registrů různých dalších správců dat. Rovněž byly použity publikace a seznamy z knihovny SNK a informace získané členy názvoslovné komise ČÚZK, průběžně je prováděn sběr dat v obcích a za pomoci různých ověřených datových zdrojů.
V roce 2009 byl datový model a způsob správy změněn tak, aby nebyl vázán na Základní mapu 1:10 000, ale aby sloužil pro správu pojmenovaných objektů bez ohledu na měřítko mapy.  Informační systém byl rozšířen o názvoslovný obsah vybraných map malých měřítek a byla tak například doplněna jména  geomorfologických jednotek (pohoří, nížin apod.), které nejsou předmětem obsahu ZABAGED. Pokračuje také doplňování a standardizace geografických jmen z katastrálních map.
Digitalizace evidence geografických jmen byla zahájena v roce 1997, naplnění databáze Geonames bylo dokončeno v roce 2005 a od roku 2006 je průběžně aktualizována a doplňována ve spolupráci s orgány místních samospráv a s pracovišti katastrálních úřadů, názvosloví je sjednocováno od roku 2009 v rámci tvorby digitální katastrální mapy, obnovy katastrálního operátu a prováděných pozemkových úprav. Mapy měř. 1: 5 000 byly názvoslovně velmi různorodé, dělaly se na střediscích Geodésie n.p. a později na katastrálních úřadech, názvosloví buď chybělo vůbec nebo bylo přidáváno pracovníky, nebylo přebíráno z jmen standardizovaných pro státní mapové dílo (ZM 1: 10 000 a ZM 1:50 000). Až od roku 2003 došlo při tisku nových vydání ke sjednocení a mapy 1: 5 000 byly opatřeny standardizovanými jmény pro měř. 1: 10 000.  Stejně tak došlo i k opravě názvosloví na státní mapovém díle map v měřítku 1: 25 000, které byly v té době nově odvozovány z map 1 : 10 000. Aktualizace probíhá v pravidelném cyklu, kromě plošné aktualizace jsou vybrané objekty aktualizovány průběžně. První aktualizace byla pro celé území ČR dokončena v roce 2009, v letech 2010–2014 proběhla 2. aktualizace. Roku 2017 skončila 3. pravidelná aktualizace a v roce 2019 započala 4. aktualizace, která skončila v roce 2021 a v roce 2022 byla zahájena již 5. aktualizace.
ČÚZK uvádí, že standardizovaná jména jsou závazná pro vydavatele státních mapových děl a doporučena k užívání ostatním vydavatelům kartografických děl v České republice. Data jsou v rámci služby EuroGeoNames (projekt byl v roce 2015 pozastaven) využita pro mezinárodní projekty, např. INSPIRE, ELF a EuroGeoGraphics.[zdroj?]